# Nokturno

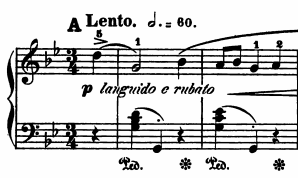
Nokturno 1881

Nokturno (z francouzského nocturne, noční) je hudební forma inspirovaná nocí. Od devatenáctého století byl tento název používán zejména pro lyrické skladby pro klavír. Označují se tak však i jiná umělecká díla inspirovaná nocí, například malířská (klasické jsou v tomto žánru obrazy Jamese McNeilla Whistlera a Johna Atkinsona Grimshawa). 

## Vývoj
Název notturno se používal již od pozdního osmnáctého století pro vícevěté skladby pro komorní orchestr, které měly být originálně hrány venku v noci. Jinak ale nebyly příliš podobné nokturnu 19. století.
Roku 1814 vydal irský skladatel a klavírista John Field svůj první soubor nokturn, kterým datujeme vznik tohoto žánru. Tyto skladby jsou skládány pro sólový klavír, jsou velmi poetické a snivé. Mají zobrazovat noc, měsíc a všechny lyrické i dramatické pocity s nimi spojené.
V tomto období na Fielda navázali například Muzio Clementi, Ferdinand Ries, Maria Szymanowska, Friedrich Kalkbrenner, Robert Schumann a Ferenc Liszt, svého vrcholu pak tato forma dosáhla ve 21 nokturnech Fryderyka Chopina.
Na konci století Claude Debussy transformoval tuto formu pro orchestr. Později ve 20. století pak Béla Bartók skládal nokturna odlišného, strašidelného rázu.